# Anchoviella nattereri
Anchoviella nattereri är en fiskart som först beskrevs av Steindachner, 1879.  Anchoviella nattereri ingår i släktet Anchoviella och familjen Engraulidae. Inga underarter finns listade i Catalogue of Life.